# Shanola Hampton
Shanola Hampton, née le 27 mai 1977 à Charleston (Caroline du Sud), est une actrice américaine. 

## Biographie
Elle épouse Daren Dukes, le 11 mars 2000. Ensemble ils ont deux enfants,. 
Depuis l'été 2010, Shanola Hampton fait partie du casting de la série télévisée Shameless dans le rôle de Veronica Fisher.
Elle joue également, depuis 2023, dans la série "Found" dont elle est le personnage principal.

## Filmographie

### Cinéma

#### Court métrage
- 2002 : Notoriety de Reyna Rosenshein : Sarah
- 2004 : Girls' Lunch de Nathan Foulger :
- 2012 : Hot and Bothered de Jake Greene et Natalie Irby : Alex
- 2013 : They Die by Dawn de Jeymes Samuel : Pretty Woman

#### Long métrage
- 2005 : The Mostly Unfabulous Social Life of Ethan Green de George Bamber : Charlotte
- 2007 : The Hanged Man de Neil H. Weiss : X-Factor
- 2010 : Encore toi ! (You Again) d'Andy Fickman : Tammy
- 2013 : Things Never Said de Charles Murray : Kalindra Stepney
- 2014 : Forever de Tatia Pilieva : Laura
- 2014 : Suburban Gothic de Richard Bates Jr. : Ticona
- 2015 : Worthy de Marianna Palka : Kyra
- 2021 : Deadly Illusions de Anna Elizabeth James  : Elaine

### Télévision

#### Téléfilm
- 2006 : More, Patience d'Arlene Sanford : Barista
- 2013 : Christmas in the City de Marita Grabiak : Angie

#### Série télévisée
- 2001 : Electra Woman and Dyna Girl (programme court) : Daisy
- 2001 : Reba (saison 1, épisode 05 : The Steaks Are High) : Marci
- 2001 : Popular (saison 2, épisode 16 : Les Exclus) : fille #1
- 2002 : La Vie avant tout (Strong Medicine) (saison 3, épisode 09 : Histoires de famille) : Tracy Saunders
- 2004 : Scrubs (saison 4, épisode 12 : Mon meilleur souvenir) : femme
- 2005 - 2006 : Related : Flash 
  - (saison 1, épisode 01 : Movin Out, Moving In, Moving On)
  - (saison 1, épisode 02 : Hang in There, Baby)
  - (saison 1, épisode 03 : Cry Me a Sister)
  - (saison 1, épisode 05 : The Naked Truth)
  - (saison 1, épisode 11 : London Calling)
- 2006 : Pepper Dennis (saison 1, épisode 12 : La Quête du grand amour) : Darcine
- 2010 : Miami Medical (6 épisodes) : infirmière Graceffa
- 2011 -  2021 : Shameless (96 épisodes) : Veronica Fisher
- 2012 : Esprits criminels (Criminal Minds) (saison 7, épisode 20 : La Compagnie) : Cindi Burns
- 2014 - 2015 : Stalker (Saison 1, épisode 19 : L'amour blesse) : Pam
- 2015 - 2016 : Hot & Bothered
- 2023 : Found : Gabi Moseley

### Jeu vidéo
- 2009 : Left 4 Dead 2 : Rochelle (non créditée)

## Ludographie
- 2009 : Left 4 Dead 2 : Rochelle